# Sous la chaleur du soleil
Pour plus de détails, voir Fiche technique et Distribution.
Sous la chaleur du soleil (阳光灿烂的日子, Yángguāng cànlàn de rìzi) est un film chinois réalisé par Jiang Wen, sorti en 1994. 
Xia Yu reçut la Coupe Volpi de la meilleure interprétation masculine à la Mostra de Venise 1994.

## Fiche technique
- Titre : Sous la chaleur du soleil
- Titre original : 阳光灿烂的日子, Yángguāng cànlàn de rìzi
- Réalisation : Jiang Wen
- Scénario : Jiang Wen et Wang Shuo
- Photographie : Changwei Gu
- Musique : Wenjing Guo
- Production : Yong Er, Youliang Guo, An-chin Hsu et Po Ki
- Pays de production :  Chine
- Genre : drame
- Date de sortie : 1994

## Distribution
- Xia Yu : Ma Xiaojun
- Feng Xiaogang : Mr. Hu
- Jiang Wen : Ma Xiaojun (adulte)
- Wang Shuo